# دهستان علامرودشت
دهستان علامرودشت دهستانی از توابع بخش علامرودشت شهرستان لامرد در جنوب استان فارس در جنوب ایران. این دهستان به همراه دهستان کهنویه بخش علامرودشت را تشکیل داده‌اند. شرقی‌ترین روستای این دهستان روستای چاه کور و غربی‌ترین روستای این دهستان روستای بلبلی می‌باشد.

## محدوده علامرودشت
منطقه علامرودشت بین ۲۸ درجه عرض شمالی و ۵۲:۳۰ تا ۵۳ درجه طول شرقی از نصف‌النهار مبدأ واقع شده‌است. مساحت دهستان علامرودشت در حدود ۱۲۴۰ کیلومتر مربع می‌باشد . ارتفاع متوسط این دهستان از سطح دریا ۴۵۵ متر است.

## جمعیت
بنابر سرشماری مرکز آمار ایران، جمعیت دهستان علامرودشت شهرستان لامرد در سال ۱۳۸۵ برابر با ۵۱۵۴ نفر بوده‌است.